# Hope Solo

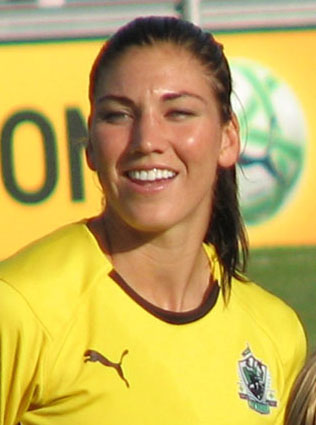
Solo in 2009.

Hope Amelia Solo (Richland (Washington), 30 juli 1981) is een voormalig Amerikaans voetbalster. Solo werd in 2008 en 2012 olympisch kampioene met de Amerikaanse ploeg en werd in 2009 uitgeroepen tot Amerikaans voetbalster van het jaar.

## Erelijst

### Met het Amerikaans voetbalelftal
- Algarve Cup: 2005, 2007, 2008, 2010, 2011
- CONCACAF Gold Cup: 2006
- Olympische Spelen: 2008 , 2012
- WK: 2011
- WK: 2015

### Individueel
- Amerikaans voetbalster van het jaar 2009
- WK 2011: Gouden Handschoen,[1] Bronzen Bal,[2] All-star Team.[3]

## Privéleven
De vader van Hope Solo is van Italiaanse afkomst. Solo is getrouwd met de voormalige Americanfootballspeler Jerramy Stevens.
In november 2017 beschuldigde Solo voormalig FIFA-baas Sepp Blatter van ongewenste intimiteiten. Blatter ontkende de beschuldiging.
- Gemeinsame Normdatei: 1031265597
- International Standard Name Identifier: 0000 0003 7085 5701
- Library of Congress Control Number: n2012034018
- Bibliotheek van het Japanse parlement: 001132441
- Nationale Bibliotheek van Polen: a0000003808717
- Virtual International Authority File: 250247610
- WorldCat: E39PBJtxkBRhPmxVJTpxFqxdQq